# Jerry Heller
Gerald Elliot " Jerry " Heller (Cleveland, Ohio; 6 de octubre de 1940-Thousand Oaks, California; 2 de septiembre de 2016) fue un mánager y hombre de negocios estadounidense. Es muy conocido por dirigir a los pioneros del grupo de gangsta rap N.W.A. y también a Eazy-E. Se hizo famoso en las décadas de 1960 y 1970 por dirigir a Elton John y Pink Floyd para sus primeras giras importantes en Estados Unidos. También representó a Journey, Marvin Gaye,  Van Morrison, War, Eric Burdon, Crosby Stills and Nash, Ike & Tina Turner, Creedence Clearwater Revival, Otis Redding, The Who, REO Speedwagon, Black Sabbath, Humble Pie, Styx, The Grass Roots y The Standells.